# C&T
Chips and Technologies， 也稱Chips & Technologies，簡稱C&T，美國半導體業者。為無廠半導體公司（fabless semiconductor company）營運模式獨立，IBM 兼容晶片與獨立顯示晶片的開創者。1997年被英特爾購併。

## x86系列產品
C&T Super386 38600DX/38600SX 為自行開發的386 中央處理器。其 38605DX 具有 512KB 緩存，但由於封裝方式為 144-pin PGA，與其它主要廠商如Intel與AMD不兼容，無法成為市場主流。
C&T SuperMath J38700DX 為80387DX兼容FPU處理器。

## 顯示晶片產品
C&T 為全球第一個提出 IBM 兼容的獨立顯示晶片（82C451）的廠商，啟動顯示晶片與顯示卡市場。其後由於 3D 繪圖核心的瓶頸遲遲無法突破而衰退。
在被Intel購併前，C&T 的顯示晶片仍具有最好的平面顯示器點屏支持，能支援多樣化的各式顯示屏如 EL，STN，DSTN，TFT，等離子（plasma）等。能將顯示晶片做到最小尺寸的 17x17mm 並內建 4MB 顯存，且並無一般顯示晶片的劇烈發熱。廣泛適用於工業電腦與嵌入式電腦等特殊電腦應用領域。直到被Intel購併後，後者只想取得其顯示技術，無心繼續發展與支持產品，以致無法提出Windows 2000以後的驅動程式終告淡出市場。
C&T 65 與 69 系列顯示晶片
C&T65545 16-bit ISA 或 32-bit VL 總線的顯示晶片，具 32-bit 繪圖核心，支持 1MB 外接式顯存。
C&T65550 32-bit VL 或 32-bit PCI 總線的顯示晶片，具 64-bit 繪圖核心，支持 2MB 外接式顯存。
C&T65554 與 C&T65550 類似，BGA 封裝，支持 4MB 外接式顯存。
C&T65555 與 C&T65554 類似，支持 3.3V 低電壓運行。
C&T69000 PCI 或 AGP 總線的顯示晶片，具 2MB 內建式顯存。有 27x27 或 17x17mm 兩種封裝方式。
C&T69030 與 C&T65554 類似，具 4MB 內建式顯存。有 27x27 或 17x17mm 兩種封裝方式。

## 外部連結
- Asiliant Technologies：Intel 授權生產與銷售 C&T 系列產品（西元2000年迄今）。